# Meistaraflokkur 1917
La Meistaraflokkur 1917 fu la sesta edizione del campionato di calcio islandese e si concluse con la vittoria del Fram, al suo quinto titolo.

## Formula
Tutto invariato rispetto alla stagione precedente. Le medesime tre squadre si incontrarono in un turno di sola andata per un totale di due partite ciascuna.

## Squadre partecipanti
| Club  | Città     | Posizione 1916     |
| ----- | --------- | ------------------ |
| Fram  | Reykjavík | Campione d'Islanda |
| KR    | Reykjavík | 2°                 |
| Valur | Reykjavík | 3°                 |

Tutti gli incontri si disputarono allo stadio Melavöllur, impianto situato nella capitale.

## Classifica finale
|                    | Pos. | Squadra | Pt | G | V | N | P | GF | GS | DR |
| ------------------ | ---- | ------- | -- | - | - | - | - | -- | -- | -- |
| Islanda (bandiera) | 1.   | Fram    | 4  | 2 | 2 | 0 | 0 | 7  | 5  | +2 |
|                    | 2.   | KR      | 2  | 2 | 1 | 0 | 1 | 5  | 5  | +0 |
|                    | 3.   | Valur   | 0  | 2 | 0 | 0 | 2 | 3  | 5  | -2 |

Legenda:

      Campione di Islanda
Note:

Due punti a vittoria, uno a pareggio, zero a sconfitta.

### Verdetti
- Fram Campione d'Islanda 1917.